# UFC Fight Night: Swick vs. Burkman
UFC Fight Night: Swick vs. Burkman（ユーエフシー・ファイトナイト：スウィック・バーサス・バークマン、別名UFC Fight Night 12）は、アメリカ合衆国の総合格闘技団体「UFC」の大会の一つ。2008年1月23日、ネバダ州ラスベガスのザ・パールで開催された。
大会はSpikeを通じて全米・カナダに無料放送された。

## 大会概要
メインイベントのマイク・スウィック対ジョシュ・バークマン戦では、ウェルター級に転向後初の復帰戦となったスウィックがバークマンを2-0の判定で破った。
Icon Sportライト級王者ジャスティン・バックホルツがUFCデビュー。

## 試合結果

### プレリミナリィカード
第1試合 ライト級 5分3R
○  マット・ワイマン vs.  ジャスティン・バックホルツ ×
1R 2:56 チョークスリーパー
第2試合 ライト級 5分3R
○  コーリー・ヒル vs.  ジョー・ヴェレス ×
2R 0:37 TKO（レフェリーストップ：パウンド）
第3試合 ライト級 5分3R
○  ジェレミー・スティーブンス vs.  コール・ミラー ×
2R 4:44 TKO（レフェリーストップ：パウンド）
第4試合 ライト級 5分3R
○  グレイ・メイナード vs.  デニス・シヴァー ×
3R終了 判定3-0（29-28、29-28、29-28）
第5試合 ライト級 5分3R
○  カート・ペレグリーノ vs.  アルバート・クレイン ×
2R 1:55 TKO（レフェリーストップ：パウンド）

### メインカード
第6試合 ライト級 5分3R
○  ネイサン・ディアス vs.  アルヴィン・ロビンソン ×
1R 3:39 三角絞め
第7試合 ライト級 5分3R
○  チアゴ・タバレス vs.  小見川道大 ×
3R終了 判定3-0（30-27、29-28、30-27）
第8試合 ミドル級 5分3R
○  パトリック・コーテ vs.  ドリュー・マクフェドリーズ ×
1R 1:44 TKO（レフェリーストップ：スタンドパンチ連打）
第9試合 ウェルター級 5分3R
○  マイク・スウィック vs.  ジョシュ・バークマン ×
3R終了 判定2-0（29-28、29-28、29-29）

### 各賞
ファイト・オブ・ザ・ナイト： グレイ・メイナード vs. デニス・シヴァー
ノックアウト・オブ・ザ・ナイト： パトリック・コーテ
サブミッション・オブ・ザ・ナイト： ネイサン・ディアス
各選手にはボーナスとして40,000ドルが支給された。